# 김해금곡고등학교
김해금곡고등학교는 경상남도 김해시에 있는 고등학교 과정의 대안학교이다.
한림면에 있는 정촌 마을 안에 위치해 근처에 논밭이 위치한다.
한 학급 당 15명이며 전교생이 45명이지만 현재는 43명이다

## 연혁
- 2020년 3월 1일 : 폐교된 옛 금곡초등학교 자리에 금곡무지개고등학교로 개교[1]
- 2022년 3월 1일 : 김해금곡고등학교로 변경